# Dingyuan (schip, 1884)

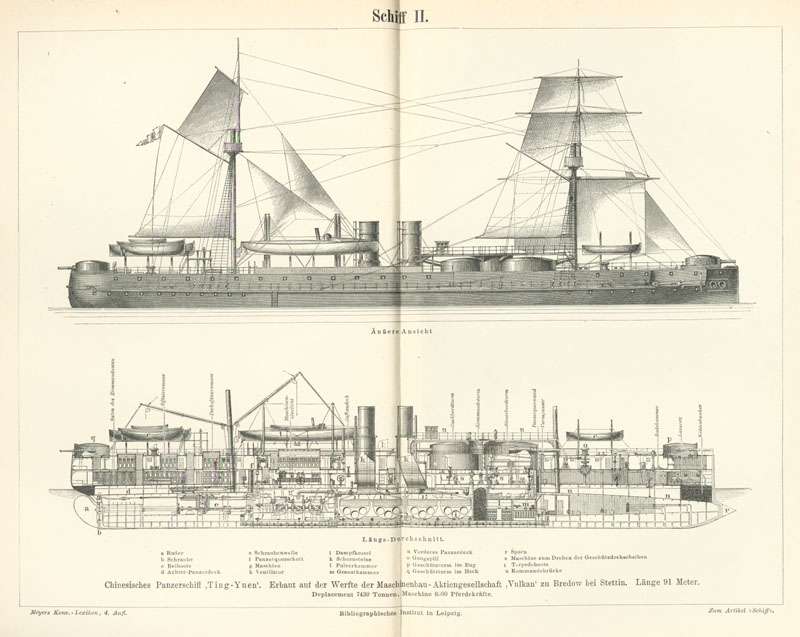
Tekening van de Dingyuan

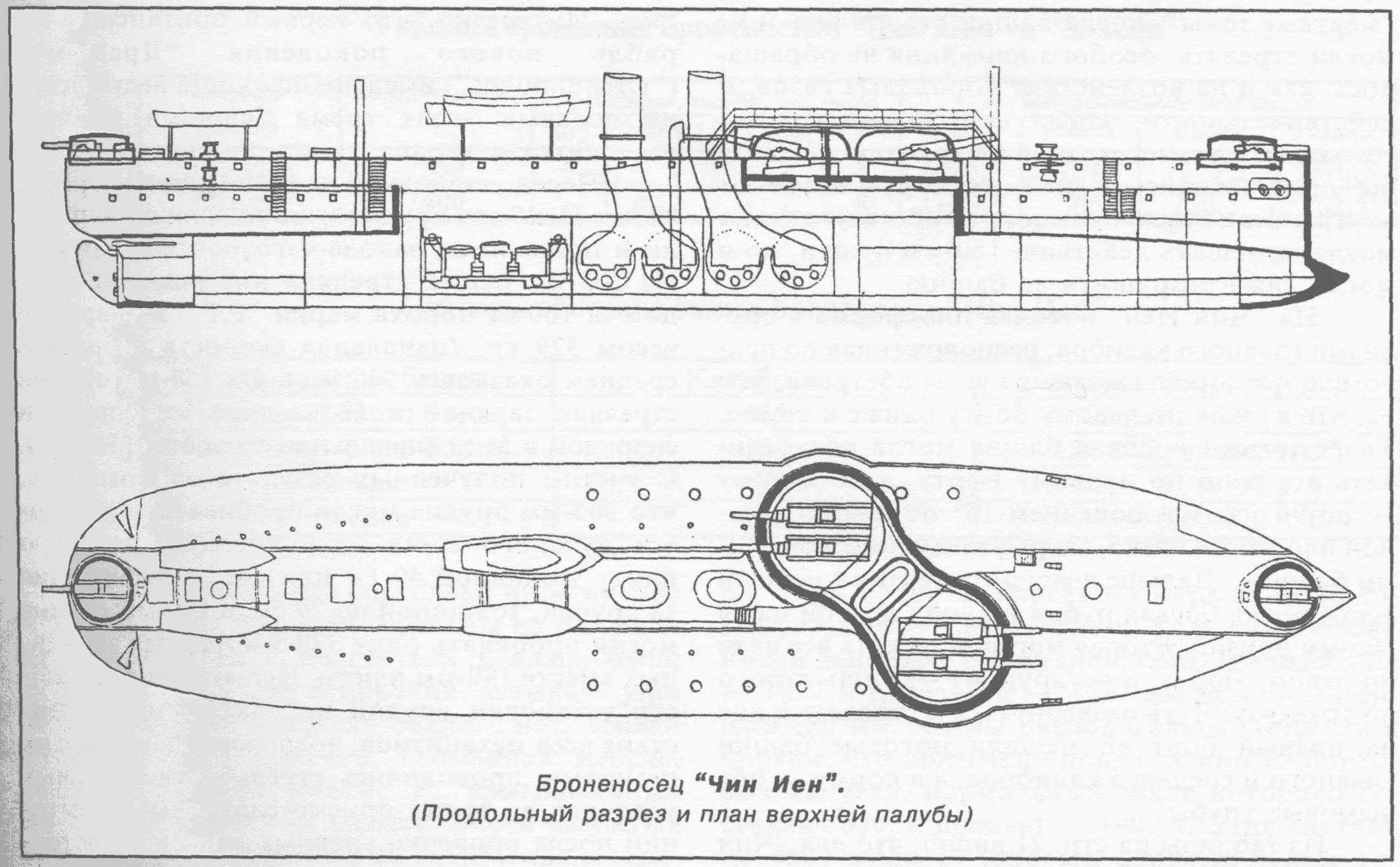
Bovenaanzicht

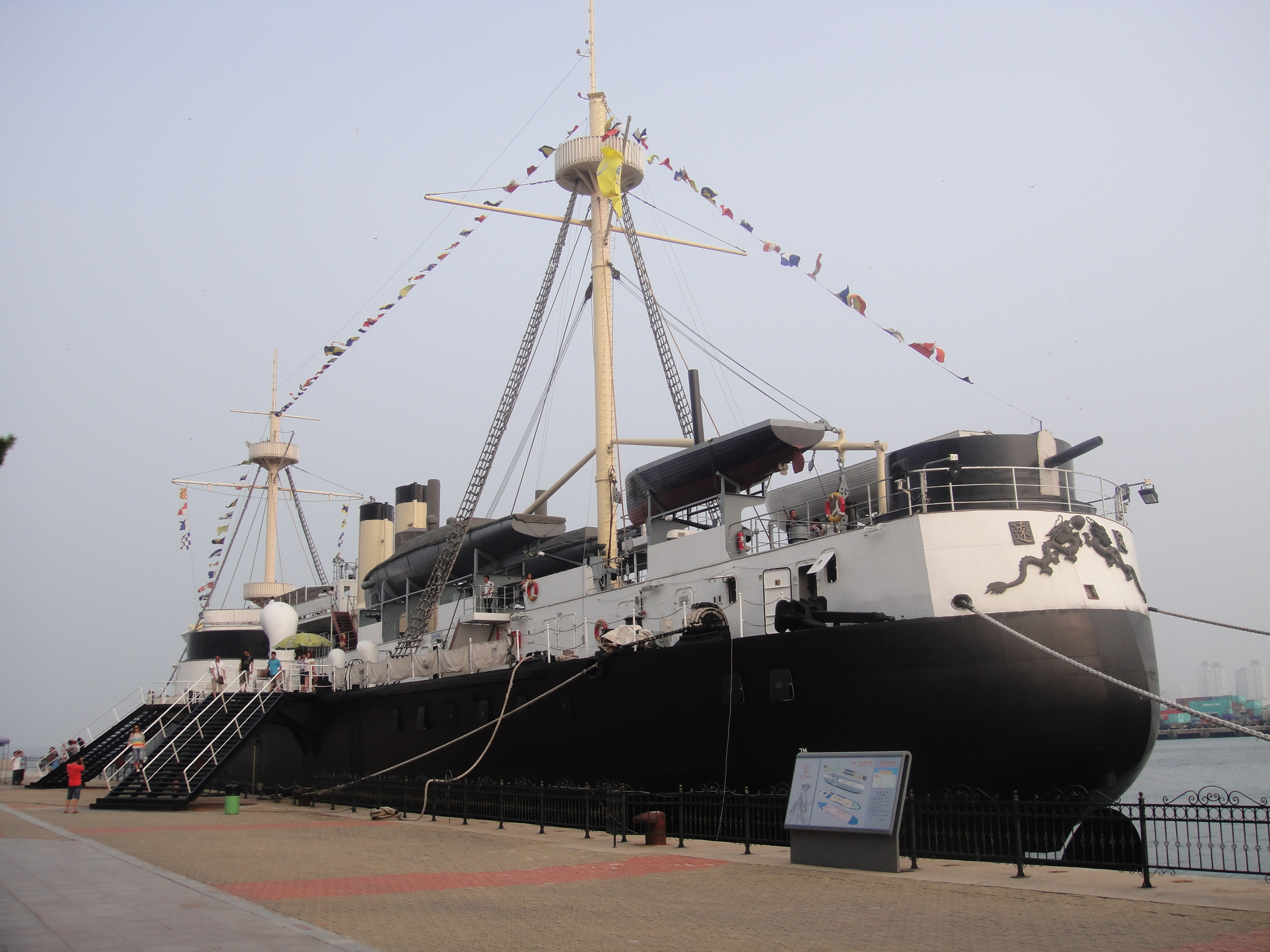
Replica in Weihai

De Dingyuan was een Ironcad slagschip gebouwd op een Duitse scheepswerf voor de Chinese marine van de Qing-dynastie. Het kwam in 1885 in China aan en speelde een rol tijdens de Eerste Chinees-Japanse oorlog. Het werd op februari 1895 door de eigen bemanning tot zinken gebracht om te voorkomen dat het in vijandelijke handen zou vallen. Zijn enige zusterschip is de Zhenyuan.

## Bestelling
Om een moderne marine te creëren bestelde China twee moderne slagschepen. Het land was zelf niet in staat deze schepen te bouwen en men week uit naar scheepsbouwers in Duitsland. Na uitgebreide onderhandelingen werd het contract voor de Dingyuan gesloten. De order had een waarde van van 1,7 miljoen zilver taels (circa 6,2 miljoen Duitse mark in die tijd). De Duitse Vulcan-scheepswerf in Stettin ging aan de slag met een grotere versie van hun gepantserde fregatten uit de Sachsenklasse. De Dingyang was wat bepantsering en bewapening betreft gelijk aan de vloten van de Europese mogendheden die gestationeerd waren in het Verre Oosten.

## Beschrijving
De kiel werd gelegd op 31 maart 1881, en de tewaterlating gebeurde op 28 december 1881. Op 2 mei 1983 begonnen de proeven op zee.
De Dingyuan was 94,5 meter lang, 18,4 m breed en had een diepgang van 6,0 meter. De vitaalste plaatsen werden beschermd met een 30 centimeter dikke pantserplaat. Het werd aangedreven met op steenkool gestookte stoommachines met een vermogen van 6000 pk. Dit gaf het schip een maximumsnelheid van 14,5 knopen (circa 27 km/h) en een bereik van ongeveer 4500 zeemijlen (8330 km) bij 10 knopen (19 km/h).
De hoofdbewapening bestond uit vier 305 mm-kanonnen van Krupp. De kanonnen stonden opgesteld in twee barbettes. Deze waren asymmetrisch gemonteerd aan de bakboord- en stuurboordzijde van het schip. Met deze opstelling konden alle kanonnen naar alle zijden schieten, al leverde dit in de praktijk grote problemen op. Ze hadden een schietbereik van 7,8 kilometer en de granaten verlieten de loop met een mondingssnelheid van 500 meter per seconde. Nog eens twee Krupp-kanonnen met een kaliber van 150 mm werden geïnstalleerd in geschutstorens voor op de boeg en op de achtersteven. Die hadden een bereik van 11,0 kilometer. Verder waren er zes 37 mm-kanonnen en drie torpedobuizen.
De bemanning bestond uit 363 koppen.

## In dienst
De levering van Dingyuan stond gepland voor 1884. Een Duitse bemanning zou het naar China varen. De levering werd op verzoek van Frankrijk uitgesteld omdat het land in conflict lag met China dat uitliep in de Chinees-Franse Oorlog van 1884-1885. De Dingyuan was een krachtig schip en zou de machtsverhoudingen in het voordeel van China hebben veranderd. Na het sluiten van de vrede op 3 juli 1885, kreeg de Dingyuan toestemming om door het Suezkanaal te varen onder een Duitse koopvaardijvlag.
Het arriveerde op 29 oktober 1885 in Tianjin. De thuishaven van de Dingyuan was Lüshunkou, de marinebasis van de Beiyang-vloot. In 1886 nam het schip deel aan een reis langs Hongkong, de Japanse haven van Nagasaki, de Koreaanse havens van Busan en Wonsan en de Russische marinebasis van Vladivostok samen met zusterschip Zhenyuan en vier kruisers.
Vanaf het begin van de Eerste Chinees-Japanse Oorlog (1894-1895) was de Dingyuan het vlaggenschip van admiraal Ding Ruchang. Het speelde een bescheiden rol in de Slag bij de Yalu-rivier op 17 september 1894. De hoofdbatterijen konden niet naar voren vuren want dit zou de brug van het schip te veel beschadigen. Het schip kon daardoor weinig vuursteun geven en kampte verder met munitietekorten door incompetentie. Aan het einde van de strijd ontsnapte de Dingyuan naar Lüshunkou. Op 5 februari 1895 werd hij zwaar beschadigd door een Japanse torpedo en vervolgens door kanonvuur. Kapitein Lui Buchan liet het schip zinken om te voorkomen dat het in vijandelijke handen zou vallen.

## Replica
Op 20 december 2003 werd in China begonnen met de bouw van een replica op ware grootte. Het is nu een drijvend museum in Weihai, met diverse exposities over het schip, de vloot, de Eerste Chinees-Japanse Oorlog en het leven in zee.